# Борковское сельское поселение (Кувшиновский район)
Борко́вское се́льское поселе́ние — упразднённое муниципальное образование в составе Кувшиновского района Тверской области России.
Административный центр — село Большой Борок.
Образовано в 2005 году, включило в себя территорию Борковского сельского округа.
Законом Тверской области от 17 декабря 2015 года № 119-ЗО, были преобразованы, путём их объединения, Прямухинское, Борковское, Заовражское и Пречисто-Каменское сельские поселения — в Прямухинское сельское поселение

## Географические данные
- Общая площадь: 45,8 км²
- Нахождение: восточная часть Кувшиновского района.
  - Граничит:
    - на севере — с Пречисто-Каменским СП,
    - на востоке — с Торжокским районом, Масловское СП,
    - на юге — с Прямухинским СП
    - на западе — с Тысяцким СП

Главная река — Осуга.

По территории поселения проходит железная дорога «Торжок—Соблаго» и автодорога «Торжок—Кувшиново—Осташков».

## Экономика
Основное сельхозпредприятие — СПК «Маяк» (бывший колхоз «Маяк Коммунизма»).

## Население
По переписи 2002 года — 385 человек, на 01.01.2008 — 397 человек.

## Населённые пункты
В состав поселения входили следующие населённые пункты:
| №  | Тип нп | Название      | Население (2008 год) |
| -- | ------ | ------------- | -------------------- |
| 1  | село   | Большой Борок | 286                  |
| 2  | дер.   | Антонково     | 27                   |
| 3  | дер.   | Высокое       | 1                    |
| 4  | дер.   | Гранково      | 4                    |
| 5  | дер.   | Дятлово       | 2                    |
| 6  | дер.   | Кунилово      | 13                   |
| 7  | дер.   | Локотцы       | 5                    |
| 8  | дер.   | Медведково    | 13                   |
| 9  | дер.   | Носково       | 0                    |
| 10 | дер.   | Селино        | 0                    |
| 11 | дер.   | Слапихино     | 15                   |
| 12 | дер.   | Сырково       | 0                    |
| 13 | дер.   | Чеброхино     | 31                   |

### Бывшие населённые пункты
На территории поселения исчезли деревни Зайково и Горки, а также хутора Заря, Республика, Свобода, Труд и другие.

Деревня Сосенка (Игумново) и село Кузьма-Демьяно (бывший Благовещенский погост) присоединены к деревне Большой Борок.

## История
В XI—XIV вв. территория поселения относилась к Новгородской земле и составляла часть «городовой волости» города Торжка.

В XV веке присоединена к Великому княжеству Московскому.
- После реформ Петра I территория поселения входила:[3]
  - в 1708—1727 гг. в Санкт-Петербургскую (Ингерманляндскую 1708—1710 гг.) губернию, Тверскую провинцию,
  - в 1727—1775 гг. в Новгородскую губернию, Тверскую провинцию,
  - в 1775—1796 гг. в Тверское наместничество, Новоторжский уезд,
  - в 1796—1929 гг. в Тверскую губернию, Новоторжский уезд,
  - в 1929—1935 гг. в Западную область, Каменский район,
  - в 1935—1963 гг. в Калининскую область, Каменский район,
  - в 1963—1965 гг. в Калининскую область, Торжокский район,
  - в 1965—1990 гг. в Калининскую область, Кувшиновский район,
  - с 1990 в Тверскую область, Кувшиновский район.

## Известные люди
В деревне Медведково родился Герой Советского Союза Василий Дмитриевич Сергеев.

 В деревне Дятлово родился Герой Советского Союза Иван Владимирович Соловьёв.

 В деревне Кунилово родился Герой Советского Союза Северьян Петрович Тимофеев.